# Botuverá
Botuverá, amtlich portugiesisch Município de Botuverá, ist eine Kleinstadt im Bundesstaat Santa Catarina im Süden Brasiliens. Die Stadt liegt unweit von Brusque. Sie hatte im Jahr 2021 geschätzt 5396 Einwohner, die Botuveraenser (botuveraenses) genannt werden und auf etwas über 300 km² leben.  Die Entfernung zur Hauptstadt Florianópolis beträgt 112 km.

## Geographie
Das Gemeindegebiet ist Teil des Vale do Itajaí und liegt auf einer Höhe von 85 Metern über Meeresspiegel. Das Biom ist Mata Atlântica.
Umliegende Gemeinden sind Blumenau, Brusque, Guabiruba, Indaial, Nova Trento, Presidente Nereu und Vidal Ramos.

## Geschichte
Die autochthone Bevölkerung im Vale do Itajaí waren Xokleng (Laklãnõ), auch als „Bugres“, „Botokuden“, „Aweikoma“, „Xokrén“, „Kaigang de Santa Catarina“ oder „Aweikoma-Kaingang“ bezeichnet.
Die Besiedlung der Region in der Provinz Santa Catarina durch allochthone Gruppen begann mit der Ankunft deutscher und italienischer Einwanderer, die im Hafen von Itajaí um 1876 ankamen. Zunächst gelangten sie nach Brusque, fuhren mit improvisierten Kanus und Fähren den Rio Itajaí-Mirim hinauf und ließen sich auf dem Land nieder, das sie „Porto Franco“ nannten. Das Siedlungsland unterstand Brusque, 1925 wurde der Distrito de Porto Franco errichtet, 1943 in Distrito de Botuverá umbenannt und der Distrikt 1962 zum selbstverwaltenden Munizip Botuverá erhoben und aus Brusque ausgegliedert.

## Kommunalpolitik
Stadtpräfekt (Bürgermeister) ist nach der Kommunalwahl 2020 für die Amtszeit 2021 bis 2024 Alcir Merizio des Movimento Democrático Brasileiro (MDB).

## Demografie

### Bevölkerungsentwicklung
| Jahr | Einwohner | Stadt | Land  |
| --- | --------- | ----- | ----- |
| 1970 | 3.762     | 407   | 3.355 |
| 1980 | 3.587     | 474   | 3.133 |
| 1991 | 4.287     | 521   | 3.766 |
| 2000 | 3.756     | 803   | 2.953 |
| 2010 | 4.468     | 1.310 | 3.158 |
| 2021 | 5.396     | ?     | ?     |
| Hier fehlt eine Grafik, die leider im Moment aus technischen Gründen nicht angezeigt werden kann. Wir arbeiten daran! |           |       |       |

Quelle: IBGE (2011)

## Wirtschaft
Wichtige Wirtschaftszweige der Gemeinde sind Ackerbau und Weidewirtschaft, zudem finden sich Bodenschätze.

## Naturschutz, Tourismus
Im Gemeindegebiet liegt das 1844 ha große Naturschutzgebiet Reserva Biológica Estadual da Canela Preta.
Botuverá ist berühmt für seine sehr alten Tropfsteinhöhlen mit mehr als 20 m hohen Steinsäulen und über 400 m unterirdischen Gängen. Die Grutas de Botuverá oder Cavernas de Botuveá liegen in Ourinhos, 15 km vom Ortszentrum entfernt, im Parque Municipal das Grutas de Botuverá.